# Paradoja del nihilismo
La paradoja del nihilismo se refiere a los aspectos contradictorios del nihilismo. Hay numerosas variantes de la paradoja.

## Significado
De acuerdo con Hegarty, la "ausencia de sentido" muestra un cierto sentido.

## Verdad
Luhmann construye la paradoja ya que conociendo el significado y sentido del nihilismo, consecuentemente solo lo que es verdad podría ser verdad. En un pie de página de su tesis, Slocombe iguala el nihilismo con la Paradoja del mentiroso.

## Religión
Riva localiza la paradoja en el hecho de la "actitud conservadora del catolicismo" desarrollada como reacción al nihilismo de Nietzsche, que a su vez revela una forma de nihilismo como olvido forzado de la ambigüedad paradójica entre diferencia de la realidad y lo sagrado.

## Teoría crítica legal
En el ámbito de los estudios críticos del derecho, los argumentos utilizados para criticar la posición centrista, también determina la posición de estos estudios.

## Ética
De acuerdo con Bornemark, «la paradoja del nihilismo es la opción para continuar con la vida de uno mismo afirmando que no vale más que cualquier otra vida». Wright ve relativismo en la raíz de la paradoja.